# Phyllomys thomasi
Espèce
Statut de conservation UICN

 EN B1ab(iii)+2ab(iii) : En danger
Phyllomys thomasi est une espèce de rongeurs de la famille des Echimyidae. Ce petit mammifère est un rat épineux arboricole. Endémique du Brésil, on ne le rencontre que dans des forêts situées sur l'île São Sebastião. Avec un habitat réduit, ce rat dont les populations déclinent est en danger de disparition.
Cette espèce a été décrite pour la première fois en 1871 par le zoologiste allemand Hermann von Ihering (1850-1930). Elle a été nommée en hommage à son homologue britannique Michael Rogers Oldfield Thomas (1858-1929).